# Sewalkhas
Sewalkhas é uma cidade e uma nagar panchayat no distrito de Meerut, no estado indiano de Uttar Pradesh.

## Demografia
Segundo o censo de 2001, Sewalkhas tinha uma população de 18,434 habitantes. Os indivíduos do sexo masculino constituem 53% da população e os do sexo feminino 47%. Sewalkhas tem uma taxa de literacia de 33%, inferior à média nacional de 59.5%: a literacia no sexo masculino é de 43% e no sexo feminino é de 22%. Em Sewalkhas, 21% da população está abaixo dos 6 anos de idade.